# Qualification militaire de base
 (août 2025).
Motif : Où sont les sources démontrant l'admissibilité au regard de WP:CAAN?
- Archive Wikiwix
- Bing
- Cairn
- DuckDuckGo
- E. Universalis
- Gallica
- Google
- G. Books
- G. News
- G. Scholar
- Persée
- Qwant
- (zh) Baidu
- (ru) Yandex
- (wd) trouver des œuvres sur Wikidata

| 1. | Préciser le motif de la pose du bandeau. | Précisez le motif de la pose du bandeau en utilisant la syntaxe suivante : {{admissibilité à vérifier\|date=août 2025\|motif=remplacez ce texte par le motif}}                                       |
| 2. | Informer les utilisateurs concernés.     | Pensez à avertir le créateur de l'article, par exemple, en insérant le code ci-dessous sur sa page de discussion : {{subst:avertissement admissibilité à vérifier\|Qualification militaire de base}} |

Vous pouvez aider à l'améliorer ou bien discuter des problèmes sur sa page de discussion.
- Il ne cite pas suffisamment ses sources. Vous pouvez indiquer les passages à sourcer avec {{référence nécessaire}} ou {{Référence souhaitée}}, et inclure les références utiles en les liant aux notes de bas de page. (Marqué depuis août 2025)
- Il est à actualiser. Certains passages sont obsolètes ou annoncent des événements désormais passés. (Marqué depuis août 2025)

- Archive Wikiwix
- Bing
- Cairn
- DuckDuckGo
- E. Universalis
- Gallica
- Google
- G. Books
- G. News
- G. Scholar
- Persée
- Qwant
- (zh) Baidu
- (ru) Yandex
- (wd) trouver des œuvres sur Wikidata

La qualification militaire de base (QMB) est le premier cours que reçoivent les recrues de la Force régulière et de la Première réserve des Forces armées canadiennes. Pour la Force régulière, le cours se passe a l'École de leadership et de recrues des Forces canadiennes à Saint-Jean sur Richelieu sur une durée de 12 semaines. Pour les réservistes, le cours est condensé à 5 semaines pendant l'été ou pendant 3 fin de semaines durant 4 mois (12 fins de semaines) pendant l'automne et l'hiver dans n'importe quelles installations militaires ayant les ressources nécessaires.
Dans le régime de formation des Forces canadiennes, le QMB se trouve dans la période de perfectionnement 1 (PP1), qui se concentre sur l'acquisition des compétences et les connaissances essentiels pour un emploi de niveau d'entrée et une formation complémentaire. L’acquisition de compétences en langue seconde peut également être requise, mais seulement dans la mesure nécessaire pour satisfaire aux exigences linguistiques du poste. Après avoir terminé le PP1, les militaires du rang (MR) sont considérés comme aptes au travail au niveau de base de leur métier. La progression vers le PP2 se produit lorsque la recrue rejoint une unité et quitte la liste des effectifs en formation élémentaire.

## Le cours

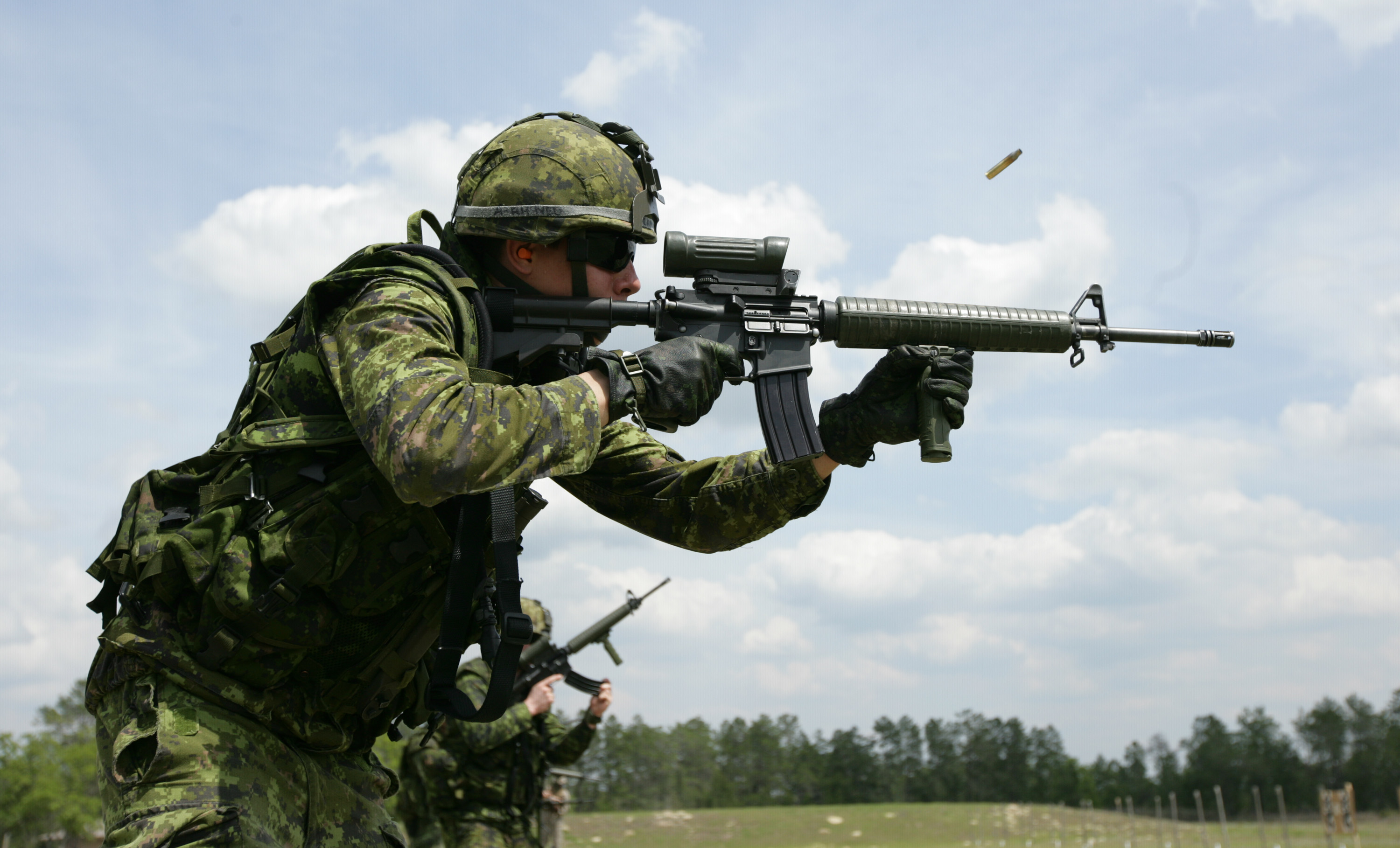
Un soldat des Forces armées canadienne du 3e Bataillon, Royal 22e Régiment tenant une C7A2.

En plus de permettre l’acquisition de connaissances militaires de base communes à tous les métiers des Forces armées canadiennes, l’instruction de base vise à s’assurer que les recrues développent un état d'esprit et un comportement militaires, ainsi que l'endurance physique et mentale et les habiletés de combat nécessaires à la profession de l'arme C7A2. La formation est considérée comme exigeante physiquement, mentalement et moralement et fondée sur les valeurs fondamentales des Forces armées canadiennes : Devoir, Loyauté, Intégrité et Courage. Le QMB est commun à toutes les recrues du rang de l'Armée canadienne, de l'Aviation royale canadienne et de la Marine royale du Canada, quel que soit le métier.
Le cours enseigne les compétences et les connaissances de base nécessaires pour réussir dans un environnement militaire. Il soumet les recrues à une pression physique et mentale importante, dans le but d'inculquer un sens du travail d'équipe et de la cohésion, de bonnes habitudes de travail, de la ténacité physique et mentale, de la confiance, des compétences militaires et de la discipline. Outre les exigences physiques, l'adaptation à la discipline et au mode de vie militaires est souvent l'aspect le plus difficile de la formation des recrues et peut être l'expérience la plus exigeante pour de nombreuses recrues. L'accent est mis sur la sécurité au travail, avec des instructions sur le système d'information sur les matières dangereuses utilisées au travail, la sécurité incendie, les premiers soins et les principes qui guident le maniement d'armes sur les lieux de travail. Le cours offre également une formation sur des éléments de terrain tels que les techniques de survie, la topographie, l'emplacement des cibles, le camouflage et la défense chimique, bactériologique, radiologique et nucléaire (CBRN).
L'instruction est habituellement menée avec un peloton de 60 candidats sous la direction d'un adjudant ou d'un adjudant maitre pour les QMB de la force régulière. Dans la Première réserve, un peloton QMB est généralement placé sous la direction d'un officier commissionné du grade de capitaine/lieutenant de vaisseau ou d'un grade inférieur, avec un adjudant/maître de première classe comme commandant adjoint. Les cours sont dispensés par quatre commandants de section (Un sergent / maître de deuxième classe ou un caporal-chef/matelot-chef). Chaque peloton a également toujours un sous-officier d'équipe (un sergent/maître de deuxième classe) et un sous-officier administratif (un caporal-chef/matelot-chef) pour aider les commandants de section à suivre le cours. Le sous-officier Swing agit en tant que personnel de soutien du cours au cas où l'un des commandants de section n'est pas disponible, bien qu'il continue d'enseigner même lorsqu'ils le sont tous. Le sous-officier administratif aide le reste du personnel du peloton à effectuer les tâches administratives du peloton.
Les cours d'entraînement physique (PT) sont dispensés par le personnel civil des Programmes de soutien du personnel (PSP). Ils sont responsables de l'enseignement de toutes les instructions physiques aux recrues ainsi que de la notation des recrues sur leur test FORCE. En raison d'une entente entre les Forces armées canadiennes et les PSP, le personnel du cours doit toujours être présent dans les classes d'entraînement physique pour surveiller les recrues afin de s'assurer qu'elles obéissent au personnel des PSP.
Une fois la qualification militaire de base terminé, la formation au sein du PP1 se poursuit dans l'environnement ou la profession de chaque candidat (marine, armée de l'air, armée de terre).
Dans la Première réserve, les élèves-officiers/élèves de la marine nouvellement inscrits et les sous-lieutenants/sous-lieutenants intérimaires suivront également le QMB, aux côtés des MR, dans le cadre du module 1 de leur qualification militaire de base des officiers (QMBO).

### Routine Quotidienne
Une journée d'entraînement typique consiste en:
- 05h00: réveil;
- 05h10: entraînement physique matinal;
- 06h30: déjeuner;
- 07h00: inspection des quartiers et début de la formation;
- 11h30: dîner;
- 12h30: formation;
- 17h00: souper
- 18h00: tâches communes, hygiènes personnelle, période d'étude; et
- 23h00: couvre-feu.

Le QMB de la réserve le week-end commence généralement le vendredi soir pour une demi-journée d'instruction, puis suivent un horaire similaire d'une journée complète le samedi et le dimanche